# Antoni Elías Justicia
Antoni Elías Justicia   (Manresa, 26 de març de 1983), més conegut com a Toni Elías, és un antic pilot de motociclisme català que va guanyar el primer campionat del món de Moto2 de la història, el del 2010. A partir del 2014 es va centrar en les curses de Superbike i en disputà amb èxit diverses edicions del campionat AMA (MotoAmerica AMA Superbike Championship), del qual en fou campió el 2017 i subcampió els anys 2018 i 2019. A mitjan temporada del 2023 va anunciar la seva sobtada retirada de les competicions.
Toni és el tercer membre de la família Elías que ha competit amb èxit en motociclisme. El seu pare, també Toni Elías de nom, va guanyar onze campionats d'Espanya de motocròs i el seu oncle, Jordi Elías, en va guanyar dos.

## Carrera esportiva

### Primers anys
Toni Elías va fer les primeres passes en competició a les curses de minimotos, on acabà tercer del Campionat de Catalunya el 1993 i subcampió el 1994. Més tard disputà curses d'escúters. El 1998, a 15 anys, debutà al campionat d'Espanya de velocitat (CEV) de 125cc, on fou tercer el 1999. Aquell any mateix debutà al mundial de 125cc com a pilot convidat al Gran Premi d'Espanya.

### 125 i 250cc
Elías va disputar la temporada sencera del mundial de 125cc el 2000, a 17 anys. El 2001 va quedar-hi tercer i va aconseguir la seva primera victòria al Gran Premi dels Països Baixos, al prestigiós circuit d'Assen. El 2002 va passar als 250cc, on acabà quart aquell any, tercer el 2003 (després d'haver estat qui més victòries aconseguí durant la temporada, amb un total de cinc) i de nou quart el 2004.

### MotoGP

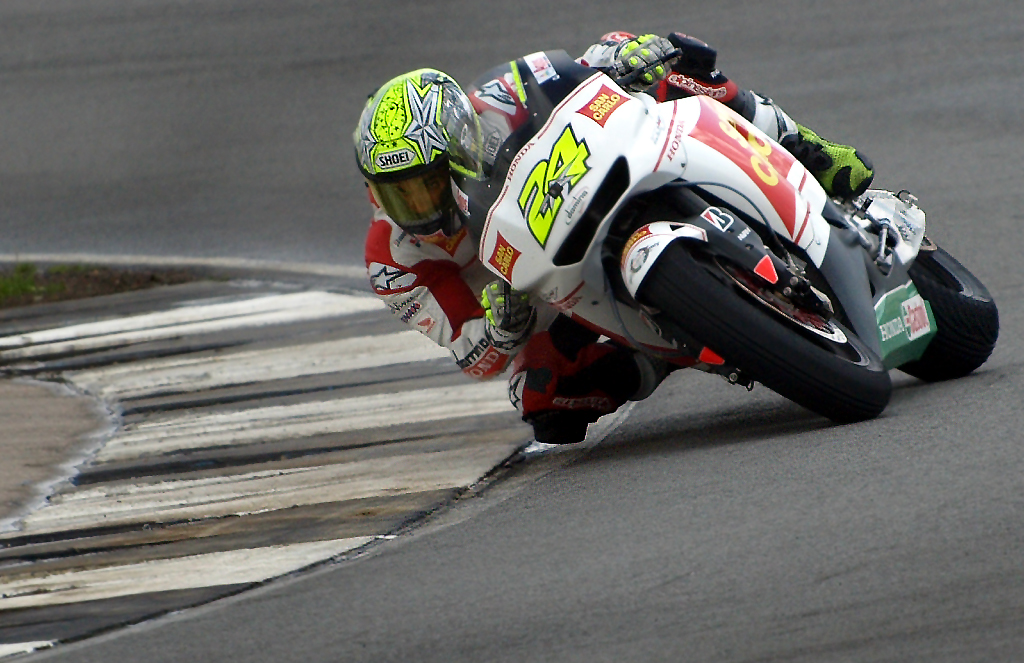
Elías amb l'Honda RC212V al Dutch TT del 2009

El 2005 va passar a MotoGP amb l'equip Fortuna Yamaha. Les temporades del 2006 i 2007, gràcies al patrocini de Fortuna, va obtenir lloc a l'equip Gresini Honda com a company del subcampió del món del 2005, Marco Melandri. El 2006 va obtenir un únic podi, al Gran Premi de Portugal, en la que fou seva primera -i única- victòria a la màxima categoria. Després d'un altre podi a la primera meitat del 2007, va caure a Assen i es va trencar la cama, cosa que va aturar temporalment la seva progressió. Va aconseguir tornar al podi a Motegi.
Després de passar la temporada del 2008 amb l'equip Alice Ducati, Elías va tornar a Gresini Honda el 2009 com a substitut de Shinya Nakano al costat d'Alex de Angelis.

#### La seva victòria a MotoGP
Elías va guanyar la seva primera i única cursa a la classe reina el 15 d'octubre de 2006 amb una fantàstica última volta al Gran Premi de Portugal, a Estoril. El català havia començat la volta en tercera posició, però una frenada agressiva al revolt 1 el va fer avançar a Valentino Rossi i a l'aleshores líder Kenny Roberts Jr. De fet, va tallar a Roberts mentre frenava, i aquesta pèrdua d'impuls va fer que Rossi passés a l'americà i aconseguís la segona posició. Aquestes posicions es van mantenir fins a la xicana (revolts 9 i 10), prop del final de la volta. Semblava que Elías havia deixat la porta ben oberta a Rossi i el vigent campió del món es va llançar cap endins per a superar el català.
Malgrat tot, Elías continuaria pressionant a Rossi, intentant passar-lo al tram que duu cap als revolts 11 i 12. Rossi tenia la línia i mantenia la posició, i semblava que se situaria a 13 punts del seu rival Nicky Hayden de cara a la ronda final del mundial, el Gran Premi de la Comunitat Valenciana. Però Elías va mantenir la velocitat durant el tretzè i últim revolt i es col·locà darrere de Rossi fins que l'igualà en la recta final. En un final que va necessitar la repetició en vídeo per a decidir-ne el resultat, Elías va ser-ne declarat guanyador per només 0,002 segons. Va ser un dels finals més ajustats de la història de MotoGP i una gran primera victòria d'Elías en la categoria reina. Aquest èxit el va ajudar a aconseguir una pròrroga de contracte amb Honda i Fausto Gresini per a la temporada del 2007, dubtosa abans de la victòria a Estoril. Elías va ser l'últim pilot no de fàbrica a guanyar una cursa fins que Jack Miller va guanyar amb el Marc VDS Racing Team al Gran Premi dels Països Baixos del 2016.
La victòria d'Elías li va costar a Rossi cinc punts, que fou justament la quantitat exacte de punts amb què l'italià acabà darrere de Hayden a la classificació final del Campionat.

### Moto2
El 2010, Toni Elías va passar a la nova classe de Moto2, substituta de l'antiga de 250cc, amb una Moriwaki de l'equip de Gresini. Es va mostrar competitiu a les proves de pretemporada abans que un fort accident amenacés la seva condició de favorit per al títol. Ja recuperat, va guanyar a Le Mans després d'una cursa caòtica liderada també per Àlex Debón i Jules Cluzel. Gràcies a aquesta victòria va aconseguir el lideratge del campionat i ja no l'abandonà durant la resta de la temporada, aconseguint proclamar-se el primer campió del món de Moto2 de la història al Gran Premi de Malàisia amb tres curses d'antelació.

### Tornada a MotoGP

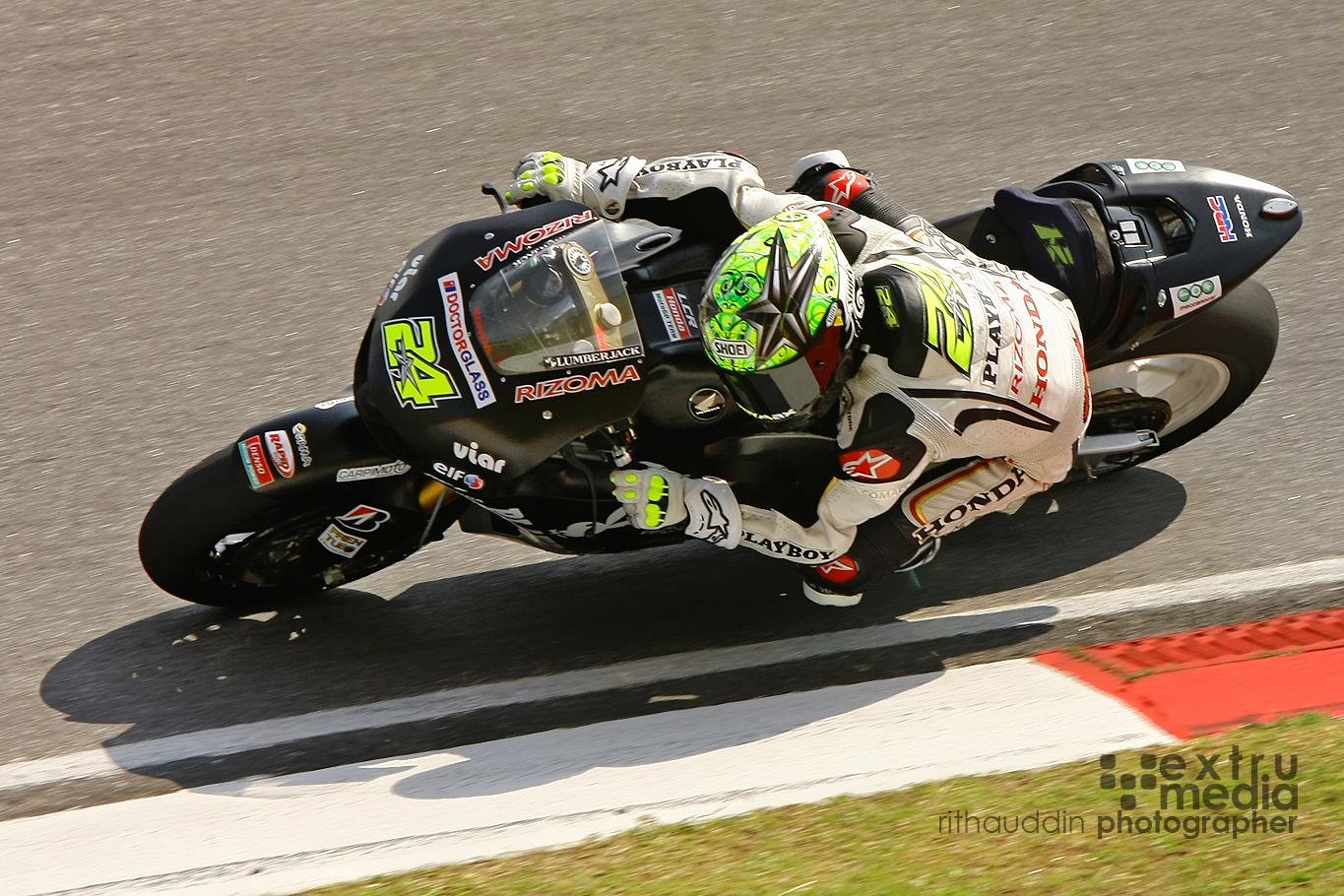
A Sepang amb l'Honda el 2011

El 2011 va tornar a MotoGP amb l'equip LCR pilotant una Honda RC212V. Aquella va ser la seva pitjor temporada a la categoria de MotoGP i va acabar el campionat en la quinzena posició. El 2012 va deixar el Team LCR i va tornar a Moto2 amb l'Aspar Team, equip amb el qual ja havia competit a l'antiga categoria de 250cc. Després de la cursa de Mugello, ambdues parts van trencar la seva relació.
El 24 de juliol de 2012, l'equip Pramac Ducati va anunciar que Elías substituiria Héctor Barberá, lesionat, fins que aquest es considerés apte per a competir. Elías va córrer amb una versió per a equips satèl·lit de la Desmosedici GP12. A Laguna Seca es va retirar. Estava previst que competís a Indianàpolis, però Barberá va decidir que volia tornar aviat. Tanmateix, el valencià es va tornar a lesionar la cama als entrenaments i Elías el va substituir des d'aleshores fins al Gran Premi de San Marino.

### Superbike
El 2013 va començar la temporada a Moto2 amb l'equip Blusens Avintia pilotant una Kalex, però va abandonar l'equip després del Gran Premi de Gran Bretanya (hi va ser substituït per Ezequiel Iturrioz) per tal de passar a córrer al Campionat del Món de Superbike pilotant l'Aprilia RSV4 Factory de l'equip Red Devils Roma, en substitució de Michel Fabrizio, a les quatre últimes rondes, on aconseguí bons resultats i va poder acabar el campionat en setzena posició.
El 2014 va seguir amb el mateix equip al mundial de Superbike, el qual va acabar en novè lloc. A final de temporada es va confirmar el seu fitxatge per l'equip BMW JR Racing, dirigit per l'antic campió de la categoria Troy Corser, però l'acord no va fructificar a causa de problemes econòmics entre l'equip i la marca alemanya. En veure's sense moto, va acceptar substituir Karel Abraham al Gran Premi d'Indianapolis de MotoGP del 2015 dins l'equip AB Motoracing. Va acabar la cursa fora dels punts, però tot i així, l'equip NGM Forward Racing el va fitxar per a substituir Claudio Corti a les cinc últimes curses del mundial de MotoGP. Només va poder puntuar en una, el GP de Malàisia.

#### AMA Superbike
El març de 2016, l'equip Yoshimura Suzuki Factory Racing anuncià que Elías substituiria per lesió el seu pilot Jake Lewis al campionat AMA (MotoAmerica) de Superbike al costat de Roger Lee Hayden, germà de Nicky. Elías va debutar al campionat, amb el número 24, i va guanyar les tres primeres curses de la temporada. Després de nous èxits va acabar el campionat en tercer lloc. El 2017, Elías va guanyar el campionat amb 10 victòries i 18 podis, sense arribar mai per sota del segon lloc a cap de les curses que va acabar. Els anys 2018 i 2019 fou subcampió i el 2020, quart.
Toni Elías va anunciar la seva retirada de les curses de la MotoAmerica Superbike al final de la temporada 2020 després de 32 victòries i 60 podis amb Suzuki. Tot i així, va participar en algunes curses més durant els campionats del 2021 i 2023, a mitjan temporada del qual es va retirar definitivament.

## Resultats al Mundial de motociclisme
Fonts:

### Per categoria
| Categoria | Temporada                  | 1a Cursa     | 1r Podi            | 1a Victòria        | Curses | Victòries | Podis | Poles | FLaps | Pts  | Títols |
| --------- | -------------------------- | ------------ | ------------------ | ------------------ | ------ | --------- | ----- | ----- | ----- | ---- | ------ |
| 125cc     | 1999–2001                  | 1999 Espanya | 2001 França        | 2001 Països Baixos | 35     | 2         | 9     | 4     | 1     | 243  | 0      |
| 250cc     | 2002–2004                  | 2002 Japó    | 2002 Països Baixos | 2002 Pacífic       | 48     | 7         | 20    | 5     | 6     | 603  | 0      |
| MotoGP    | 2005–2009, 2011–2012, 2015 | 2005 Espanya | 2006 Portugal      | 2006 Portugal      | 105    | 1         | 6     | 0     | 3     | 574  | 0      |
| Moto2     | 2010, 2012–2013            | 2010 Qatar   | 2010 Espanya       | 2010 Espanya       | 41     | 7         | 8     | 3     | 2     | 343  | 1      |
| Total     | 1999–2013, 2015            |              |                    |                    | 229    | 17        | 43    | 12    | 12    | 1763 | 1      |

### Curses per any
Barem de puntuació de 1993 ençà:
| Posició | 1  | 2  | 3  | 4  | 5  | 6  | 7 | 8 | 9 | 10 | 11 | 12 | 13 | 14 | 15 |
| Punts   | 25 | 20 | 16 | 13 | 11 | 10 | 9 | 8 | 7 | 6  | 5  | 4  | 3  | 2  | 1  |

(Ids. Grans Premis | Llegenda) (Curses en negreta indiquen pole; curses en  itàlica indiquen volta ràpida)
| Any  | Categoria | Moto           | 1       | 2      | 3      | 4       | 5       | 6       | 7       | 8       | 9       | 10      | 11     | 12     | 13      | 14      | 15      | 16      | 17     | 18     | Pos | Pts |
| ---- | --------- | -------------- | ------- | ------ | ------ | ------- | ------- | ------- | ------- | ------- | ------- | ------- | ------ | ------ | ------- | ------- | ------- | ------- | ------ | ------ | --- | --- |
| 1999 | 125cc     | Honda          | MAL     | JPN    | ESP 21 | FRA     | ITA     | CAT Ret | NED     | GBR     | GER     | CZE     | IMO    | VAL 14 | AUS     | RSA     | RIO     | ARG     |        |        | 33è | 2   |
| 2000 | 125cc     | Honda          | RSA 23  | MAL 17 | JPN 17 | ESP 16  | FRA 17  | ITA 15  | CAT 8   | NED Ret | GBR 14  | GER Ret | CZE 14 | POR 17 | VAL 15  | RIO 14  | PAC 12  | AUS 12  |        |        | 20è | 24  |
| 2001 | 125cc     | Honda          | JPN 16  | RSA 18 | ESP 13 | FRA 3   | ITA 4   | CAT 2   | NED 1   | GBR 2   | GER 2   | CZE 1   | POR 3  | VAL 2  | PAC Ret | AUS 3   | MAL 6   | RIO 4   |        |        | 3r  | 217 |
| 2002 | 250cc     | Aprilia        | JPN 11  | RSA 16 | ESP 10 | FRA 6   | ITA 4   | CAT 10  | NED 2   | GBR 3   | GER 6   | CZE 3   | POR 13 | RIO 5  | PAC 1   | MAL 2   | AUS 5   | VAL 10  |        |        | 4t  | 178 |
| 2003 | 250cc     | Aprilia        | JPN Ret | RSA 8  | ESP 1  | FRA 1   | ITA 6   | CAT 4   | NED 13  | GBR 4   | GER 7   | CZE 2   | POR 1  | RIO 18 | PAC 1   | MAL 1   | AUS 11  | VAL 2   |        |        | 3r  | 226 |
| 2004 | 250cc     | Honda          | RSA 8   | ESP 12 | FRA 3  | ITA 6   | CAT 3   | NED 3   | RIO 3   | GER 22  | GBR Ret | CZE 5   | POR 1  | JPN 2  | QAT 6   | MAL 3   | AUS 5   | VAL 2   |        |        | 4t  | 199 |
| 2005 | MotoGP    | Yamaha         | ESP 12  | POR 14 | CHN 14 | FRA 9   | ITA     | CAT     | NED     | USA 13  | GBR 9   | GER 12  | CZE 14 | JPN 9  | MAL 11  | QAT 8   | AUS 9   | TUR 6   | VAL 10 |        | 12è | 74  |
| 2006 | MotoGP    | Honda          | ESP 4   | QAT 8  | TUR 5  | CHN 11  | FRA 9   | ITA 7   | CAT Ret | NED WD  | GBR     | GER 11  | USA 15 | CZE 11 | MAL Ret | AUS 9   | JPN 6   | POR 1   | VAL 6  |        | 9è  | 116 |
| 2007 | MotoGP    | Honda          | QAT 14  | ESP 4  | TUR 2  | CHN Ret | FRA Ret | ITA 6   | CAT Ret | GBR 12  | NED WD  | GER     | USA    | CZE 11 | SM 7    | POR 8   | JPN 3   | AUS 15  | MAL 6  | VAL 10 | 12è | 104 |
| 2008 | MotoGP    | Ducati         | QAT 14  | ESP 15 | POR 12 | CHN 8   | FRA 11  | ITA 12  | CAT DSQ | GBR 11  | NED 12  | GER 12  | USA 7  | CZE 2  | SM 3    | INP 12  | JPN 16  | AUS 11  | MAL 15 | VAL 18 | 12è | 92  |
| 2009 | MotoGP    | Honda          | QAT 9   | JPN 15 | ESP 9  | FRA 10  | ITA 14  | CAT 18  | NED 12  | USA 6   | GER 6   | GBR Ret | CZE 3  | INP 9  | SM 6    | POR 6   | AUS 10  | MAL 7   | VAL 6  |        | 7è  | 115 |
| 2010 | Moto2     | Moriwaki       | QAT 4   | ESP 1  | FRA 1  | ITA 5   | GBR 10  | NED 2   | CAT 5   | GER 1   | CZE 1   | INP 1   | SM 1   | ARA 4  | JPN 1   | MAL 4   | AUS 7   | POR Ret | VAL 30 |        | 1r  | 271 |
| 2011 | MotoGP    | Honda          | QAT Ret | ESP 9  | POR 11 | FRA 11  | CAT 13  | GBR 8   | NED 10  | ITA 15  | GER 16  | USA 13  | CZE 11 | INP 13 | SM 15   | ARA Ret | JPN Ret | AUS 8   | MAL C  | VAL 10 | 15è | 61  |
| 2012 | Moto2     | Suter          | QAT 13  | ESP 9  | POR 7  | FRA 11  | CAT Ret | GBR 12  | NED 9   | GER Ret | ITA Ret |         |        |        | SM      | ARA     |         |         |        |        | 16è | 50  |
| 2012 | Moto2     | Kalex          |         |        |        |         |         |         |         |         |         |         |        |        |         |         | JPN Ret | MAL 12  | AUS 12 | VAL 9  | 16è | 50  |
| 2012 | MotoGP    | Ducati         |         |        |        |         |         |         |         |         |         | USA Ret | INP 11 | CZE 11 |         |         |         |         |        |        | 24è | 10  |
| 2013 | Moto2     | Kalex          | QAT 15  | AME 9  | ESP 9  | FRA Ret | ITA 11  | CAT Ret | NED Ret | GER 20  | INP 17  | CZE 15  | GBR 15 | SM     | ARA     | MAL     | AUS     | JPN     | VAL    |        | 18è | 22  |
| 2015 | MotoGP    | Honda          | QAT     | AME    | ARG    | ESP     | FRA     | ITA     | CAT     | NED     | GER     | INP 22  | CZE    | GBR    | SM      |         |         |         |        |        | 27è | 2   |
| 2015 | MotoGP    | Yamaha Forward |         |        |        |         |         |         |         |         |         |         |        |        |         | ARA 21  | JPN 20  | AUS 22  | MAL 14 | VAL 20 | 27è | 2   |